# Gundelia

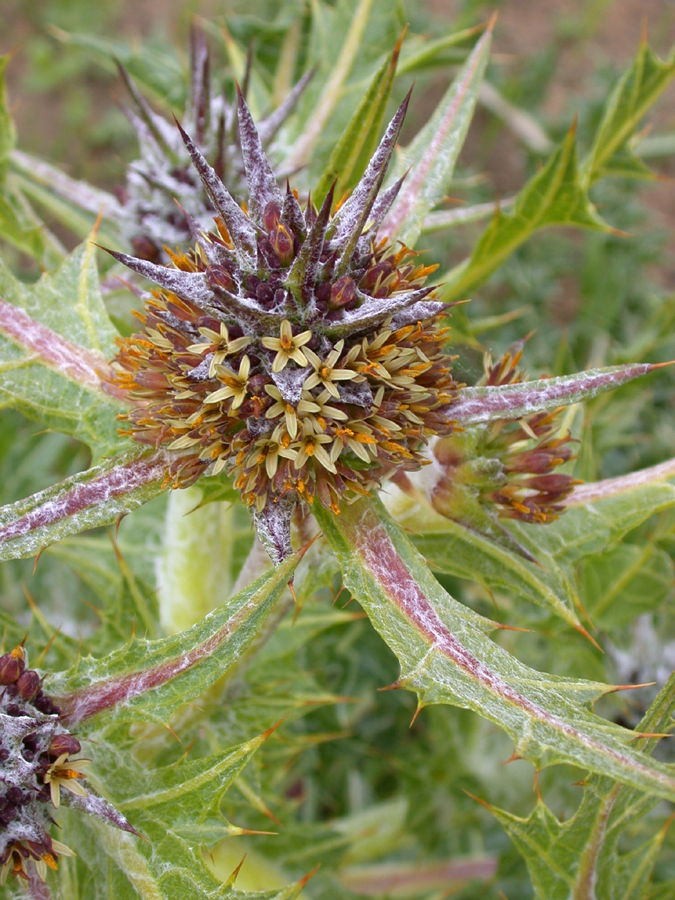
Capítulo de Gundelia tournefortii.

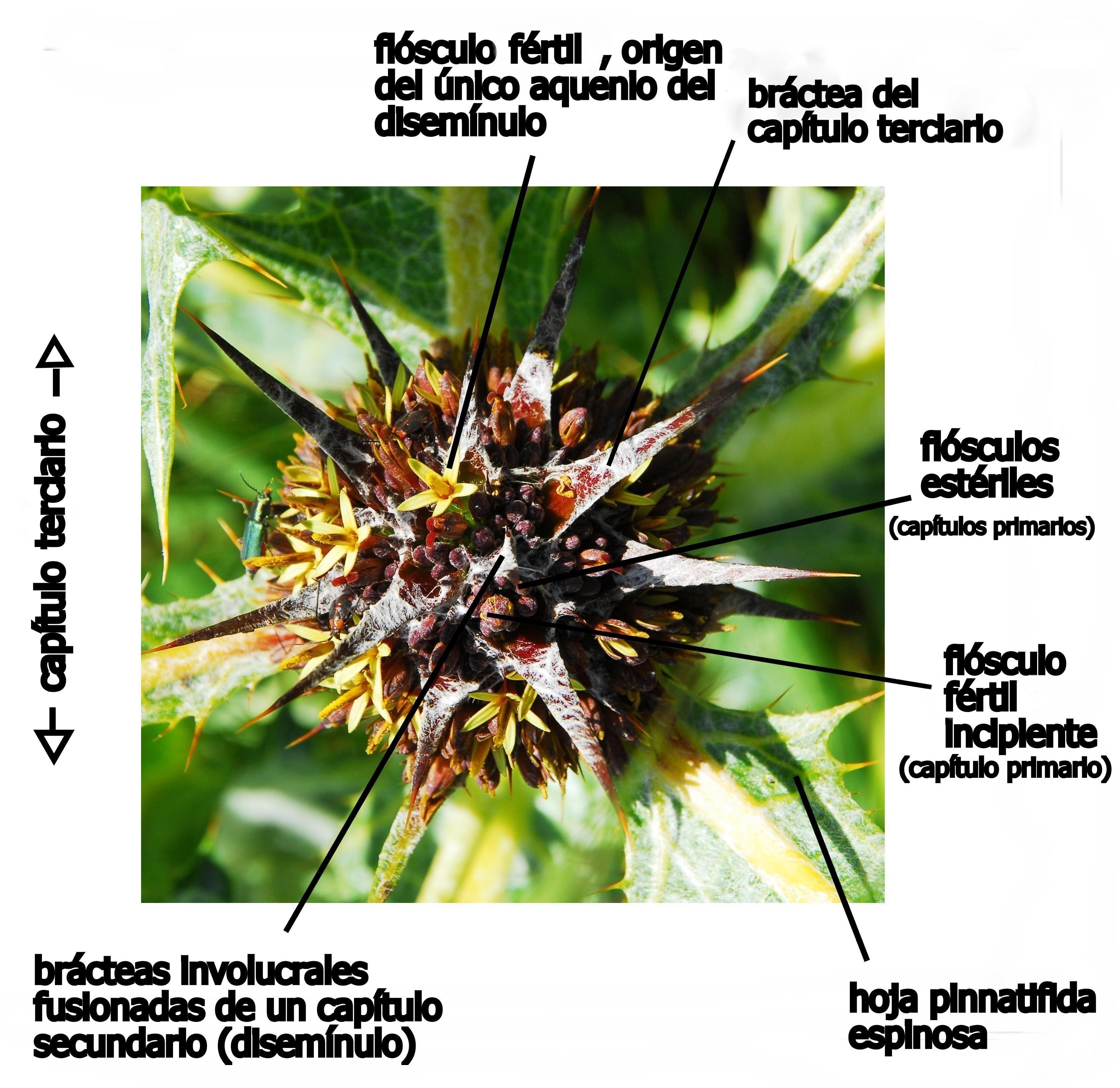
Morfología de la sinflorescencia de una Gundelia (Gundelia tournefortii).

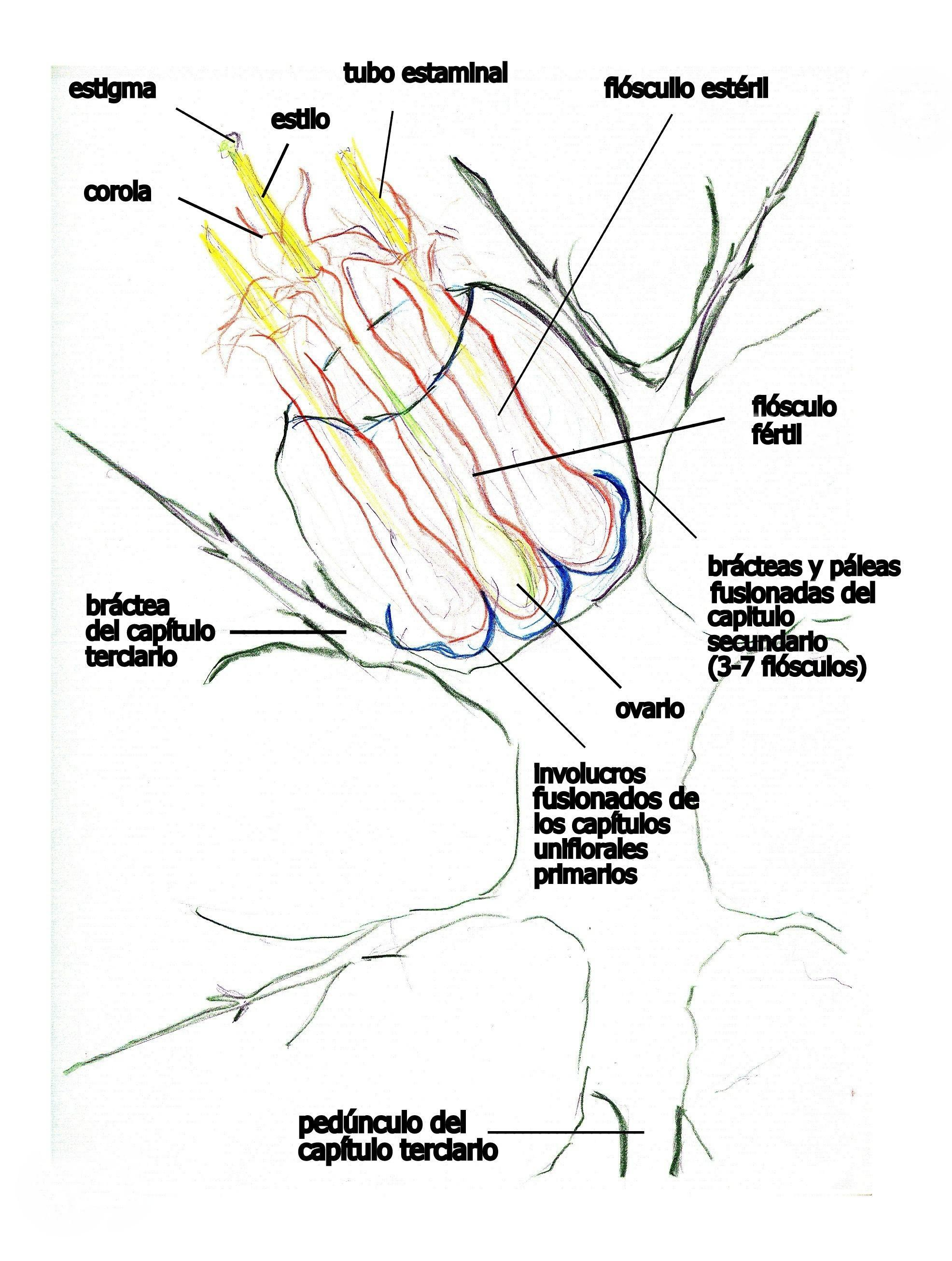
Organización muy esquemática de los 3 órdenes de capítulos de la sinflorescencia.

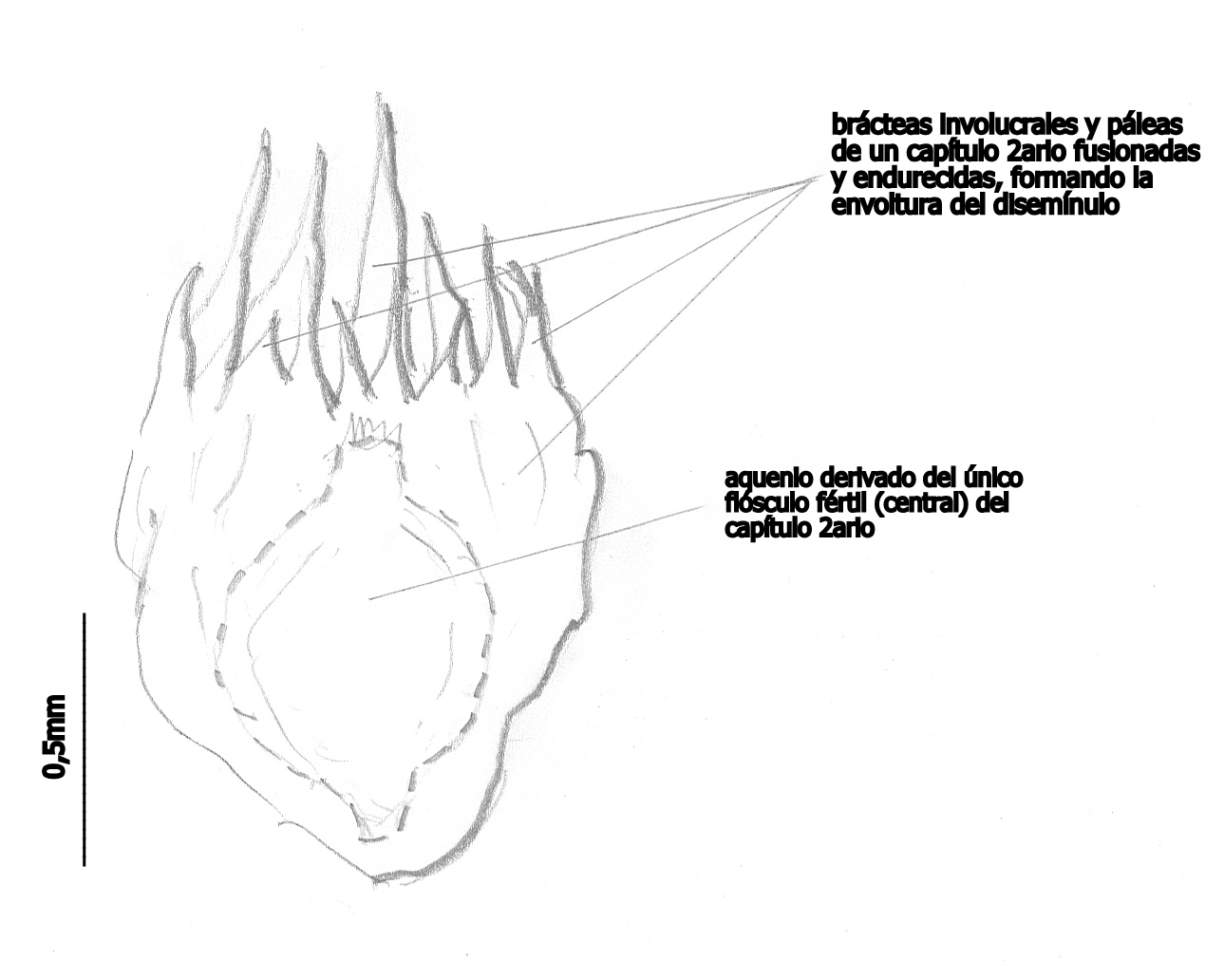
Esquema de un disemínulo derivado de un capítulo secundario.

Gundelia es un género atípico de fanerógamas en la familia (Asteraceae), nativo de zonas desérticas desde Chipre hasta Afganistán. De posición taxonónica muy discutida, comprende 6 especies y 7 taxones infraespecíficos descritos y, a pesar de cierta confusión al respecto en la literatura botánica actual, de estos, solo 4 parecen estar aceptados (2 especies y 2 taxones infraespecíficos), aunque es muy probable que existen más especies aún sin describir formalmente
Polen de Gundelia tournefortii  -una de las especies aceptadas-   se encontró en el Sudario de Turín que sugiere que la corona que humilló a Jesús podría ser de esta planta, aunque también se la atribuye, entre otras muchas especies, a Ziziphus spina-christi.

## Taxonomía
Historia
El género es dedicado a Andreas Gundelsheimer (1668–1715), un botánico alemán que acompañó a Joseph Pitton de Tournefort en sus viajes a oriente Medio y quién descubrió la planta cerca de Baibout (Armenia)
La planta fue entonces citada, nombrada, descrita e ilustrada por primera vez por este último en «Relation d'un voyage du Levant, fait par ordre du roy: contenant l'histoire ancienne & moderne de plusieurs isles de l'archipel, de Constantinople, des côtes de la Mer Noire, de l'Armenie, de la Georgie, des frontieres de Perse & de l'Asie Mineure..., enrichie de description & de figures d'un grand nombre de plantes rares, de divers animaux, et de plusieurs observations touchant l'histoire naturelle...», T. III, Lettre XVIII, pp. 97-99, Lyon, 1717.
El género luego fue descrito binomialmente por Carlos Linneo y publicado en Species Plantarum, vol. 2, p.: 814 en 1753 y su diagnosis ampliada un año más tarde en Genera Plantarum, n.º 828, p. 356, 1754  donde, según él, es el Hacub (nombre de la planta en árabe) de Sébastien Vaillant en 1718. La especie tipo es Gundelia tournefortii L.
Posición sistemática
Resumiendo, solo los recientes estudios moleculares han permitido emplazar claramente el género en la tribu Cichorieae en lugar de las tribus Arctoteae y Gundelieae  donde estaba tradicionalmente incluido, y otras sub-tribus que se crearon prácticamente para incluirlo (Gundeliinae y Gorteriinae).
Gundelia tiene morfológicamente una posición aislada y excepcional en la subfamilia Cichorioideae, en particular por sus flores sin lígulas pero solo con flósculos y por sus sinflorescencias de 3-7 capítulos primarios uniflorales, cada uno de involucro reducido, que forman un capítulo secundario, y a su vez unas docenas de estos últimos están agregados en lo que parece el capítulo real, pero que en realidad también es un capítulo derivado terciario. Pero también por otros rasgos morfológicos particulares: entre otros, la presencia de látex, las hojas espinosas y los aquenios con estomas en la testa.
Lo de las hojas espinosas ya se conocía en otro miembro de la tribu que también tuvo sus propios problemas sistemáticos, Scolymus, que llevaron a la creación de la particular sub-tribu Scolyminae  .
La presencia de látex se interpreta como una sinapomorfía del clado Lactucaceae-Gundelia, pero no indicaría que tienen necesariamente un ancestro común.
En cuanto a la presencia de flósculos, podría deberse a una evolución a partir de lígulas, lo que ya ocurre en otras tribus de la familia (Cardueae y Vernonieae) donde los flósculos son la regla general, pero con unas especies de Atractylis y Stokesia que tienen flores periféricas del capítulo liguladas con limbo penta-dentado.
En fin, la presencia de estomas en la testa de los frutos, que parece ser un hecho único en todos las Asteraceae -aunque es conocida en otras familias, podría deberse a una adaptación a las condiciones medioambientales ya que el género crece en zonas áridas o desérticas y poder así aprovechar mejor y más rápidamente el agua antes de la germinación.

## Descripción
Es una planta herbácea perenne laticifera robusta, de hojas lobulopinnatisectas toscamente espinosas. Toda la planta, incluidas las flores, está cubierta en mayor o menor grado por densos pelos aracnoides. Los capítulos —que en realidad son sinflorescencias terciarias— de 4-8 cm de diámetro, son ovoideo-obovados y compuestos de numerosas cabezuelas —sinflorescencias secundarias— densamente agregadas, cada una subtendida por una bráctea espinosa. Las brácteas involucrales y las páleas de dichas cabezuelas están soldadas entre sí en una cúpula coríácea con 5-7 compartimentos uniflosculados —sinflorescencias primarias—, con solo el flósculo central fértil y los periféricos funcionalmente masculinos. La corola, de tubo corto y limbo pentafido, es de color variable, desde verdoso a purpúreo, pasando por amarillo, pardo, blanco o rosado. La cúpula común se torna leñosa en la madurez, y encierra la única cipsela, constituyendo un solo disemínulo. Dicha cipsela es grande, glabra, con estomas en la testa y de forma obpiramidal, con un vilano constituido por una pequeña corona denticulada.

## Distribución
El género se distribuye en zonas desérticas y áridas, en altitudes hasta 2500 m, desde Chipre hasta Afganistán, a través de Turquía, Armenia, Líbano, Israel (donde fue declarado "mala hierba" en los años 50, y ahora está protegido), Sinai, Irán, Irak, Jordania, Siria, Azerbaiyán y Turkmenistán. Está introducido en el Magreb.

## Taxones aceptados
- Gundelia aragatsi Vitek & al., 2009

- Gundelia aragatsi subsp. steineri Vitek & al.

- Gundelia tournefortii L., Sp. Pl., vol. 2, p. 814, 1753

- Gundelia tournefortii var. armata Freyn & Sint.

## Usos
Se cultiva desde tiempos inmemoriales en unos cuantos países de Medio Oriente con fines alimenticios o curativos.